# Javier Sánchez Serna
Javier Sánchez Serna (Múrcia, 1985) és un polític espanyol, diputat per Múrcia al Congrés durant les XI, XII, XIII i XIV i XV legislatures. Va ser secretari tercer de la Mesa del Congrés dels Diputats, i en l'actualitat és coordinador autonòmic de Podemos a la Regió de Múrcia.